# Lycée David-d'Angers
 (octobre 2015).
Si vous disposez d'ouvrages ou d'articles de référence ou si vous connaissez des sites web de qualité traitant du thème abordé ici, merci de compléter l'article en donnant les références utiles à sa vérifiabilité et en les liant à la section « Notes et références ».
Le lycée et collège David-d’Angers est un établissement public de l’académie de Nantes, comprenant un lycée d’État et un collège. Il est situé dans le centre-ville d’Angers, au 1 rue Paul-Langevin.
Le lycée regroupe près de 1 000 lycéens, dont plus de la moitié sont demi-pensionnaires, et environ 90 professeurs. Le lycée comprend également un pensionnat qui compte plus d'une centaine d'élèves.

## Chronologie
- En 1739, un séminaire destiné aux prêtres âgés est installé dans la maison de la « Rossignolerie », rue Célestin-Port.
- En 1774, les Frères des Écoles chrétiennes agrandissent la propriété. Ils font construire de nouveaux bâtiments.
- En 1802, la loi de prairial institue les lycées, les élus angevins s'engagent à payer les frais d'installation d'un lycée.
- En 1806, inauguration du « Lycée Impérial » dans les bâtiments de la « Rossignolerie ».
- En 1879, création de l'association amicale des anciens élèves.
- En 1888, le lycée prend le nom de lycée David-d’Angers, à l’occasion du centenaire de la naissance du sculpteur Pierre-Jean David dit Pierre-Jean David d’Angers, né à Angers le 12 mars 1788 et mort à Paris le 5 janvier 1856.
- 1940-1944, 44 élèves et anciens élèves seront tués, déportés ou fusillés. M. Gaubert, professeur d'allemand, est déporté en 1943 à Buchenwald d'où il ne reviendra pas. Des élèves juifs sont également déportés : Francis Levy, né en 1924 et Nathan Lassman, né en 1928.
- En 1956, ouverture de nouveaux locaux : extension vers la rue Célestin Port afin de répondre à la croissance des effectifs.
- En 1959, ouverture de l’annexe Californie (devenue par la suite le collège Californie).
- En 1974, ce lycée de garçons devient mixte et accueille les premières jeunes filles en seconde (le lycée de filles était le lycée Joachim-du-Bellay).
- En 1982, création du lycée Henri-Bergson, issu de la partition du lycée David-d’Angers, implanté entre les quartiers du Lac de Maine et de Belle-Beille dans l'ouest d’Angers  — Henri Bergson a commencé sa carrière de professeur au lycée David-d’Angers.
- En 1983, création de l’Orchestre symphonique du lycée David-d’Angers, « qui s’enorgueillit d’être un des très rares orchestres symphoniques de lycée français à effectuer chaque année une tournée internationale »[réf. nécessaire].
- En 1990, le conseil régional des Pays de la Loire a entrepris la restructuration du lycée.
- En 2006, le lycée David-d’Angers fête son bicentenaire.
- En 2007, échange avec le Orchestre des Collèges et Gymnases Lausannois dirigé par le chef Luc Baghdassarian, réception des musiciens à Angers.

## Classement du lycée
En 2017, le lycée se classe 11e sur 28 au niveau départemental quant à la qualité d'enseignement, et 1 047e sur 2 277 au niveau national. Le classement s'établit sur trois critères : le taux de réussite au bac, la proportion d'élèves de première qui obtient le baccalauréat en ayant fait les deux dernières années de leur scolarité dans l'établissement, et la valeur ajoutée (calculée à partir de l'origine sociale des élèves, de leur âge et de leurs résultats au diplôme national du brevet).

## Anciens élèves

### L'association
L’Association des Anciens Élèves, l’une des plus anciennes de France, a été fondée en 1879 pour venir en aide aux élèves et aux anciens dans le besoin. Forte, dès ses débuts, de 200 membres, elle participe efficacement, en 1888, aux cérémonies qui célébrèrent le centenaire de David d’Angers et à l’attribution de son nom au Lycée.

### Personnalités célèbres
- Henri Bergson, philosophe, y a été professeur.
- Jean-Claude Brialy, comédien, y a été élève. Il y connut son « premier émoi de comédien » d'après son autobiographie.
- Christophe Béchu, homme politique, maire d'Angers, ancien ministre de la Transition écologique.
- Sébastien Cauwel, haut-fonctionnaire, directeur de l'Administration pénitentiaire française.
- Régis Faucon, rédacteur en chef à TF1.
- Jean Poperen, figure du parti socialiste au Congrès d'Épinay[4].
- Ségolène Vandevelde, archéologue française[5].
- Michel Ocelot, auteur de Kirikou[6]

## L’orchestre symphonique (OLDA)
L’orchestre symphonique du lycée David-d’Angers, l’OLDA, est créé en 1983 par Jean-Jo Roux, professeur de musique au lycée. Le quatrième et actuel directeur musical est Tony Jouanneau, qui a succédé à Thierry Rose et Jean-François Mialot.
L’orchestre est géré par une association loi de 1901 réunissant les musiciens et leurs parents ainsi que le directeur musical. L’activité orchestrale se fait dans le cadre du lycée et du collège mais en dehors des heures de cours, généralement le samedi matin.
L’orchestre est composé de plus de 65 jeunes musiciens âgés de 11 à 18 ans, élèves d’un lycée-collège qui n’a pas de section spécialisée en musique. C’est un orchestre symphonique complet où tous les instruments sont représentés.

### Concerts et tournées
L’OLDA donne une douzaine de concerts par an de musique classique et contemporaine, de musiques de film et de créations.
En 2012 (puis en 2015), l’OLDA a participé au gala du Cadre noir de l'École nationale d'équitation de Saumur ainsi qu'au festival des Accroche-Cœurs d'Angers face au château. Des représentations de l'OLDA ont également eut lieu au siège des Nations unies à New York, à Pékin ou encore à Shanghai.
Tournées internationales
- 1985 : Osnabrück (Allemagne)
- 1986 : Vienne (Autriche)
- 1987 : Houston, Dallas, New-Orleans (USA)
- 1989 : Salzburg, Vienne (Autriche)
- 1990 : Osnabrück, Vienne, Budapest (Allemagne, Autriche et Hongrie)
- 1991 : Sherbrooke, Québec, Trois-Rivières, Montréal (Canada, Québec)
- 1992 : Prague et Vienne (République tchèque et Autriche)
- 1993 : Halle et Mlada-Boleslav (Allemagne et République tchèque)
- 1994 : New-York-ONU, Hamilton-Boston, Montréal (USA et Canada)
- 1995 : Copenhague, Stockholm, Kiel (Danemark, Suède et Allemagne)
- 1996 : Mlada-Boleslav, Innsbruck (République tchèque et Autriche)
- 1997 : New-York-ONU, Beverly-Boston, Montréal (USA et Canada)
- 1998 : Shanghai, Hangzhou et Pékin (Chine)
- 1999 : Mlada-Boleslav, Osnabrück (République tchèque et Allemagne)
- 2000 : Bamako (Mali)
- 2001 : Barcelonnette, Embrun et Saillans (France)
- 2002 : Berlin et Cracovie (Allemagne et Pologne)
- 2003 : Prague/Mlada-Boleslav (République tchèque) et Budapest (Hongrie)
- 2004 : Pékin, Sougzhou, Hangzhou, Ningbo, Shanghai (Chine)
- 2005 : Arles, Manosque, Cassis, Forcalquier, Saillans (France)
- 2006 : Zagan, Wroclaw, St Georgen, Lausanne (Pologne, Allemagne et Suisse)
- 2007 : New-York-ONU, Beverly-Boston, Montréal (USA et Canada)
- 2008 : Osnabrück, Cracovie (Allemagne et Pologne)
- 2009 : Montréal, Québec (Canada)
- 2010 : Moscou, Kazan (Russie)
- 2011 : Grenade, Bilbao (Espagne)
- 2012 : Prague, Mlada-Boleslav (République tchèque)
- 2013 : Finlande
- 2014 : New York, Vaudreuil, Montréal (USA et Canada)
- 2015 : République Tchèque, Italie
- 2016 : Buenos Aires, Cordoba (Argentine)
- 2017 : Irlande
- 2018 : Vaudreuil, Montréal et Québec (Canada)
- 2018 : Haarlem, Amsterdam, Anvers, Rotterdam, etc. (Hollande et Belgique)
- 2025 : San Antonio, Austin, Houston (USA)